# Douwe Bob

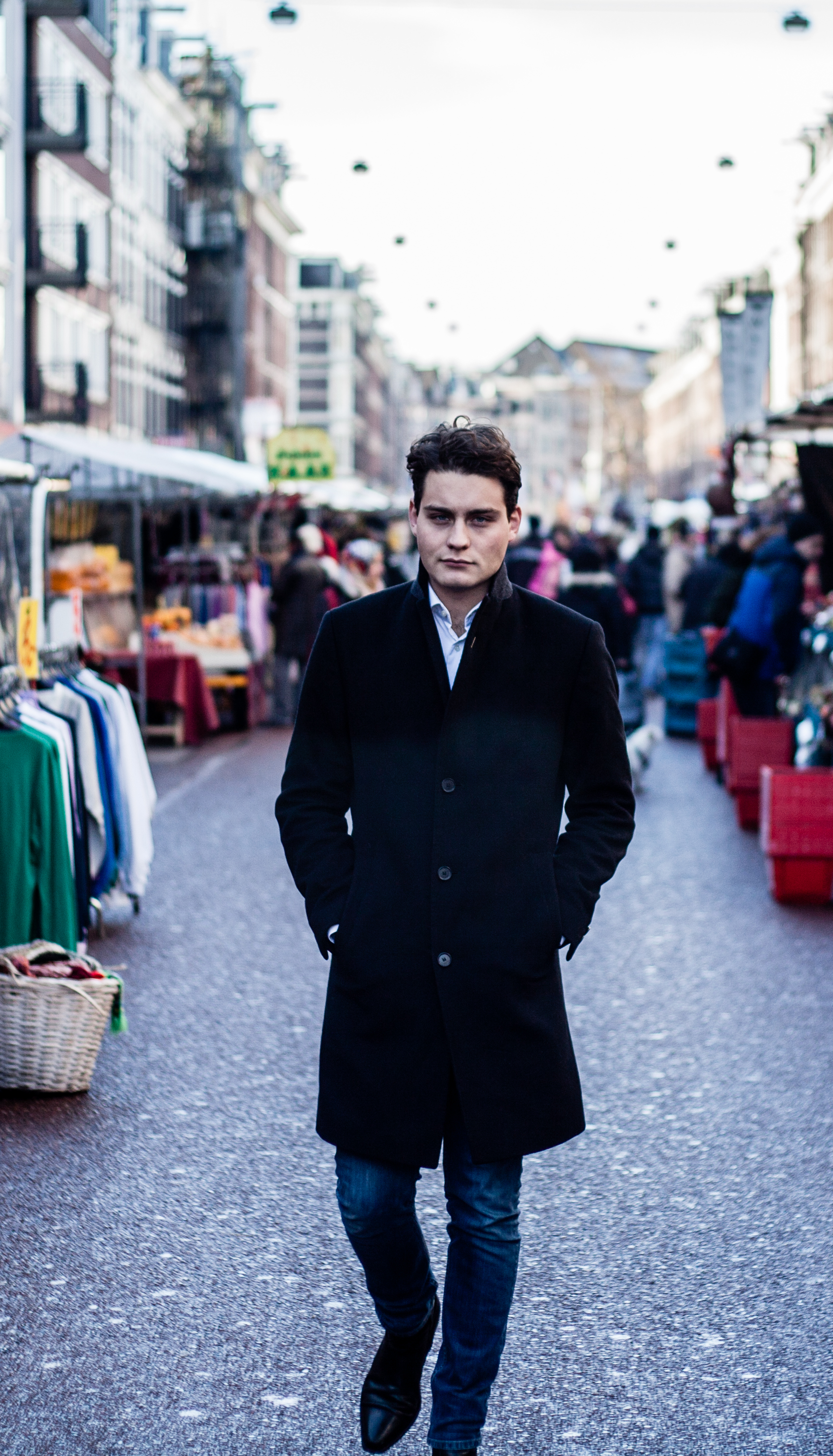
Douwe Bob in december 2015

Douwe Bob Posthuma (Amsterdam, 12 december 1992), artiestennaam Douwe Bob, is een Nederlands singer-songwriter. Hij won in augustus 2012 de eerste editie van de talentenjacht De beste singer-songwriter van Nederland. In 2016 vertegenwoordigde hij Nederland op het Eurovisiesongfestival, waar hij elfde werd.

## Levensloop

### Beginjaren
Posthuma's vader, Simon Posthuma, werd bekend met de ontwerpersgroep The Fool en zijn moeder was danseres. Hij begon op zijn zesde met het spelen van piano, vooral klassiek en jazz. Sinds zijn veertiende speelt hij daarbij gitaar. Als singer-songwriter liet hij zich inspireren door countrymuziek en de muziek uit de jaren zestig en zeventig. Ook geeft hij zelf aan dat hij een vertegenwoordiger is van het genre Americana. Hij zat op het vwo, werd drie keer van school gestuurd en behaalde uiteindelijk een vmbo-diploma.

### Carrière
In 2012 deed hij mee aan de talentenjacht De beste singer-songwriter van Nederland. Hierin speelde hij de liedjes Standing here helpless, Icarus en, in de finale, Multicoloured Angels. Bij dit laatste nummer werd hij begeleid door de begeleidingsband van Tim Knol. Hij won de finale, van onder anderen medefinalist Nielson en bracht hieropvolgend het nummer Multicoloured Angels uit op single. Het nummer bereikte de 17e plaats in de Top 40 en de 11e plaats in de Mega Top 50. Die zomer was Douwe Bob onder meer te zien op het Sziget-festival in Boedapest en op Songbird in Rotterdam.
Het debuutalbum van de zanger, Born in a storm, verscheen op 3 mei 2013. Het merendeel van de nummers werd geschreven tijdens een vakantie in Marokko met Matthijs van Duijvenbode (voorheen begeleider van onder andere Tim Knol en Anne Soldaat) en JP Hoekstra (voorheen lid van Krezip). Het album verscheen op zijn eigen label Sweetheart of the Rodeo, dat hij vernoemde naar een album van The Byrds uit 1968. De single hiervan, You Don't Have to Stay, bereikte de 34e plaats in de Mega Top 50. Eind 2013 verscheen de documentaire Whatever Forever: Douwe Bob van Linda Hakeboom en Rolf Hartogensis over Posthuma en de relatie met zijn vader, tijdens het International Documentary Film Festival Amsterdam.
Samen met Gers Pardoel en Kensington was Douwe Bob in 2014 Ambassadeur van de vrijheid. Ter gelegenheid hiervan speelde hij tijdens Bevrijdingsdag 2014, vervoerd naar de steden per helikopter, op de bevrijdingsfestivals in Assen, Groningen, Leeuwarden, Zwolle en Wageningen. In september 2014 speelde Posthuma Multicoloured angels tijdens het nationale herdenkingsconcert The Bridge to Liberation in Arnhem.
Als voorloper van een nieuw album verscheen half januari 2015 de single Hold me, een duet met Anouk. Het nummer is tot dusver Douwe Bobs grootste hitsucces met een top 10-notering in de Single Top 100 en Nederlandse Top 40.
Op 15 mei 2015 verscheen het album Pass it on bij Douwe Bobs nieuwe platenmaatschappij Universal. Het album bereikte de eerste plek van de albumhitlijst. In mei 2015 stond de zanger op de cover van het Lhbti-tijdschrift L'HOMO. Op 16 oktober 2015 trad hij op bij het 200-jarig bestaan van de Staten-Generaal als Nederlands parlement in de Ridderzaal in Den Haag.
In 2018 was Douwe Bob een van de nieuwe coaches in het zevende seizoen van The Voice Kids. Tijdens de finaleshow maakte hij bekend niet terug te keren als coach voor het achtste seizoen. Hij werd vervangen door Anouk.
Eind september 2021 werd hem de toegang tot een bioscoop geweigerd, omdat hij geen coronatoegangsbewijs had. Hierdoor besloot hij zijn tournee af te gelasten. Enkele dagen daarna besloot zijn band op te stappen. Hij zong in juli 2021 als ode voor de overleden Peter R. de Vries een cover van het nummer Guaranteed van Eddie Vedder, een nummer waar De Vries zijn levensmotto aan dankte.
In 2023 nam de artiest deel aan het televisieprogramma Beste Zangers. Ook deed hij in 2023 mee aan het televisieprogramma The Masked Singer als de magiër. In 2023 stond Douwe Bob op de cover van het tijdschrift Men's Health. 
In 2025 kreeg Douwe Bob op Bevrijdingsfestival Overijssel door Klaas van Kruistum een gouden plaat uitgereikt voor zijn album Where Did All the Cool Kids Go. Ook werd hij in 2025 een van de coaches voor het talentenprogramma Talent Unplugged. In datzelfde jaar speelde hij in theaters met zijn theatertour I Believe in Fairy Tales. Voor het in 2025 uitgezonden seizoen van Kloostergasten leefde Douwe Bob enkele dagen samen met kloosterlingen.
Douwe Bob speelde in zijn carrière op meerdere festivals, hieronder een selectie. 
| Festival                       | Datum van optreden |
| ------------------------------ | ------------------ |
| Pinkpop                        | 2013, 2016 en 2024 |
| nationale herdenkingsconcert   | 2014               |
| Paaspop                        | 2015, 2016 en 2024 |
| Concert at Sea                 | 2019, 2024 en 2025 |
| Zwarte Cross                   | 2024               |
| 538 Koningsdag                 | 2024               |
| Bevrijdingsfestival Overijssel | 2025               |

#### Eurovisiesongfestival
Eind september 2015 werd bekendgemaakt dat hij als Douwe Bob Nederland zou vertegenwoordigen op het Eurovisiesongfestival 2016 in Stockholm, Zweden. De zanger wilde eigenlijk al in 2015 deelnemen, maar werd toen door zijn management tegengehouden. Het nummer Slow down, gepresenteerd op 4 maart 2016, werd tijdens een sessie in het Spaanse Andalusië geschreven en opgenomen. In de tweede halve finale mocht hij samen met Jan Smit en Cornald Maas het commentaar verzorgen. Hij bereikte de finale en behaalde op 14 mei de elfde plaats met 153 punten. Aansluitend op het songfestival verscheen zijn derde album, Fool bar. In 2017 gaf hij de punten voor Nederland in de finale van het Eurovisiesongfestival in Kiev.

### Afgeblazen optreden bij voetbalevenement Jom Ha, 2025
Op 29 juni 2025 besloot Posthuma zijn optreden op het Joodse kindervoetbalevenement Jom Ha Voetbal, op het terrein van AFC in Amsterdam, op het allerlaatste moment af te zeggen omdat er volgens hem afgesproken was dat er "geen religieuze of politieke statements" zouden worden gemaakt, maar dat er desondanks "zionistische posters en pamfletten" zouden zijn getoond. Uiteindelijk bleek het om flyers en brochures van de Joodse jongerenvereniging Netzer te gaan.
Naar aanleiding van zijn besluit om niet op te treden sprak VVD-partijleider Dilan Yeşilgöz in een bericht op X over "pure Jodenhaat" en BBB-partijleider Caroline van der Plas over "antisemitisme". De manager van Posthuma, Ewout Rameijer, verklaarde dat Douwe Bob graag voor de kinderen had opgetreden, maar dat er tegen de afspraken in politieke uitingen waren waar de zanger van baalde. Volgens de organisatie achter Jom Ha Voetbal waren er echter geen harde afspraken gemaakt en waren er geen pamfletten, maar flyers en brochures. De organisatie had Douwe Bob op de dag van zijn optreden per WhatsApp een bericht gestuurd met daarin onder andere de opmerking "geen politiek en geen religie". Douwe Bob ontving doodsbedreigingen en ontvluchtte kort het land, volgens de zanger op advies van de politie. 
Douwe Bob eiste excuses van Yeşilgöz en dat ze haar tweet verwijderde. In eerste instantie weigerde ze beide. Wel plaatste ze een zeven minuten lange video op X waarin ze op haar woorden een toelichting gaf. Begin juli 2025 deed Douwe Bob aangifte tegen Yeşilgöz wegens smaad, laster en belediging. Op 6 augustus 2025 spande hij een kort geding aan tegen de VVD-partijleider om de tweet aan zijn adres verwijderd te krijgen. Vijf dagen later bood Yeşilgöz alsnog haar excuses aan en verwijderde de tweet. Het kort geding was daarmee van de baan.

## Persoonlijk
Douwe Bob gaf in 2017 aan zowel op mannen als op vrouwen te vallen. Douwe Bob is vader van twee dochters, die enkele dagen na elkaar eind 2021 uit twee relaties geboren werden. In 2022 werd hij ook vader van een zoon bij zijn latere echtgenote. In 2024 trouwde hij met haar, toen ze in verwachting was. De baby werd te vroeg geboren en overleed dezelfde dag. Rond zijn huwelijk maakte Douwe Bob bekend dat hij geleden had aan een alcoholverslaving. Toen zijn jongste zoontje drie jaar werd, besloot hij hem niet meer herkenbaar op sociale media te tonen.

## Discografie

### Albums
| Album met eventuele hitnotering(en) in de Nederlandse Album Top 100 | Datum van verschijnen | Datum van binnenkomst | Hoogste positie | Aantal weken | Opmerkingen |
| ------------------------------------------------------------------- | --------------------- | --------------------- | --------------- | ------------ | ----------- |
| Born in a storm                                                     | 2013                  | 11-05-2013            | 7               | 26           |             |
| Pass it on                                                          | 2015                  | 23-05-2015            | 1(1wk)          | 28           |             |
| Fool bar                                                            | 06-05-2016            | 14-05-2016            | 2               | 33           | Goud        |
| The Shape I'm In                                                    | 09-11-2018            | 17-11-2018            | 5               | 12           |             |
| Born to Win, Born to Lose                                           | 28-05-2021            | 05-06-2021            | 3               | 5            |             |
| Where Did All the Cool Kids Go                                      | 14-02-2024            | 17-02-2024            | 4               | 3            |             |

| Album met hitnotering(en) in de Vlaamse Ultratop 200 albums | Datum van verschijnen | Datum van binnenkomst | Hoogste positie | Aantal weken | Opmerkingen |
| ----------------------------------------------------------- | --------------------- | --------------------- | --------------- | ------------ | ----------- |
| Fool Bar                                                    | 2016                  | 21-05-2016            | 191             | 1            |             |

### Singles
| Single met eventuele hitnotering(en) in de Nederlandse Top 40 | Datum van verschijnen | Datum van binnenkomst | Hoogste positie | Aantal weken | Opmerkingen |
| ------------------------------------------------------------- | --------------------- | --------------------- | --------------- | ------------ | --- |
| Multicoloured Angels                                          | 2012                  | 06-10-2012            | 17              | 4            | Nr. 4 in de Single Top 100 / Nr. 11 in de Mega Top 50                                                             |
| Blind Man's Bluff                                             | 2013                  | -                     | -               | -            | |
| Stone Into the River                                          | 2013                  | -                     | tip 14          | -            | met Ardesko / Nr. 78 in de Single Top 100                                                                         |
| You Don't Have to Stay                                        | 2013                  | -                     | -               | -            | Nr. 34 in de Mega Top 50                                                                                          |
| Hold Me                                                       | 16-01-2015            | 24-01-2015            | 10              | 11           | met Anouk / Nr. 2 in de Single Top 100 / Nr.8 in de Mega Top 50                                                   |
| Pass It On                                                    | 2015                  | -                     | tip 12          | -            | |
| Sweet Sunshine                                                | 2015                  | -                     | tip 5           | -            | Nr. 37 in de Mega Top 50                                                                                          |
| The News                                                      | 2015                  | -                     | tip 8           | -            | |
| Slow Down                                                     | 04-03-2016            | 19-03-2016            | 18              | 10           | Inzending Eurovisiesongfestival 2016 / Nr. 5 in de Single Top 100 / Nr. 4 in de Mega Top 50 / Nr. 2 iTunes top 30 |
| How Lucky We Are                                              | 2016                  | -                     | tip 17          | -            | |
| Shine                                                         | 05-10-2018            | -                     | tip 1           | -            | |
| I Do                                                          | 04-01-2019            | -                     | tip 5           | -            | met Jacqueline Govaert / Goud                                                                                     |
| Consider                                                      | 12-04-2019            | -                     | tip16           | -            | Soundtrack Singel 39                                                                                              |
| Summer in Your Eyes                                           | 02-08-2019            | -                     | tip 22          | -            | |
| What a Wonderful World                                        | 11-05-2020            | -                     | tip 22          | -            | |
| Hold On                                                       | 13-11-2020            | -                     | tip 18          | -            | |
| Was It Just Me                                                | 11-02-2021            | -                     | tip 2           | -            | |
| This World Is Our Home                                        | 08-06-2023            | 09-09-2023            | 5               | 21           | Reclamesong voor D-reizen Nr. 33 in de Single Top 100 / Goud                                                      |
| Chase My Heart Away (Hero)                                    | 07-12-2023            | -                     | -               | -            | |
| Nothing to Lose                                               | 11-01-2024            | 10-02-2024            | 9               | 24           | Nr. 66 in de Single Top 100 / Goud                                                                                |
| I Believe                                                     | 26-07-2024            | 03-08-2024            | 26              | 17           | Alarmschijf |
| Could Have Been Us                                            | 29-11-2024            | 07-12-2024            | 28              | 14           | met Sera / Alarmschijf                                                                                            |
| Funny                                                         | 25-04-2025            | 07-06-2025            | 21              | 8            | NPO Radio 2 TopSong                                                                                               |

| Single met hitnotering(en) in de Vlaamse Ultratop 50 | Datum van verschijnen | Datum van binnenkomst | Hoogste positie | Aantal weken | Opmerkingen                          |
| ---------------------------------------------------- | --------------------- | --------------------- | --------------- | ------------ | ------------------------------------ |
| Slow Down                                            | 2016                  | 02-04-2016            | tip 7           | -            | Inzending Eurovisiesongfestival 2016 |
| Shine                                                | 2018                  | 27-10-2018            | tip             | -            |                                      |
| Summer in Your Eyes                                  | 2019                  | 17-08-2019            | tip 23          | -            |                                      |

### NPO Radio 2 Top 2000
| Nummers met noteringen in de NPO Radio 2 Top 2000 | '15  | '16  | '17  | '18  | '19  | '20  | '21  | '22 | '23  | '24  |
| ------------------------------------------------- | ---- | ---- | ---- | ---- | ---- | ---- | ---- | --- | ---- | ---- |
| Hold Me (met Anouk)                               | -    | 1128 | 1269 | 1236 | 1336 | 1288 | 1647 | -   | 1765 | 1946 |
| I Do (met Jacqueline Govaert)                     | ×    | ×    | ×    | -    | 1661 | 1938 | -    | -   | 1696 | 1639 |
| Jacob's Song                                      | ×    | 1143 | 979  | 1161 | 1631 | 1827 | -    | -   | -    | -    |
| Slow Down                                         | ×    | 1854 | 1837 | -    | -    | -    | -    | -   | -    | -    |
| This World Is Our Home                            | ×    | ×    | ×    | ×    | ×    | ×    | ×    | ×   | -    | 1161 |
| You Don't Have to Stay                            | 1754 | -    | -    | -    | -    | -    | -    | -   | -    | -    |

1. ↑  Een '-' betekent dat het nummer niet was genoteerd, een '×' betekent dat het nummer nog niet was uitgebracht en een vetgedrukt getal geeft de hoogste notering van een nummer aan.
2. ↑  2015 was het eerste jaar met een notering voor Douwe Bob.

1956: Jetty Paerl + Corry Brokken · 
1957: Corry Brokken · 
1958: Corry Brokken · 
1959: Teddy Scholten · 
1960: Rudi Carrell · 
1961: Greetje Kauffeld · 
1962: De Spelbrekers · 
1963: Annie Palmen · 
1964: Anneke Grönloh · 
1965: Conny Vandenbos · 
1966: Milly Scott · 
1967: Thérèse Steinmetz · 
1968: Ronnie Tober · 
1969: Lenny Kuhr · 
1970: Hearts of Soul · 
1971: Saskia & Serge · 
1972: Sandra & Andres · 
1973: Ben Cramer · 
1974: Mouth & MacNeal · 
1975: Teach-In · 
1976: Sandra Reemer · 
1977: Heddy Lester · 
1978: Harmony · 
1979: Xandra · 
1980: Maggie MacNeal · 
1981: Linda Williams · 
1982: Bill van Dijk · 
1983: Bernadette · 
1984: Maribelle · 
1986: Frizzle Sizzle · 
1987: Marcha · 
1988: Gerard Joling · 
1989: Justine Pelmelay · 
1990: Maywood · 
1992: Humphrey Campbell · 
1993: Ruth Jacott · 
1994: Willeke Alberti · 
1996: Maxine & Franklin Brown · 
1997: Mrs. Einstein · 
1998: Edsilia Rombley · 
1999: Marlayne · 
2000: Linda Wagenmakers · 
2001: Michelle · 
2003: Esther Hart · 
2004: Re-union · 
2005: Glennis Grace · 
2006: Treble · 
2007: Edsilia Rombley · 
2008: Hind · 
2009: Toppers · 
2010: Sieneke · 
2011: 3JS · 
2012: Joan Franka · 
2013: Anouk · 
2014: The Common Linnets · 
2015: Trijntje Oosterhuis · 
2016: Douwe Bob ·
2017: OG3NE · 
2018: Waylon · 
2019: Duncan Laurence · 
2021: Jeangu Macrooy · 
2022: S10 ·
2023: Mia Nicolai & Dion Cooper ·
2024: Joost Klein ·
2025: Claude